# Петі Робер
Петі Робер (фр. Le Petit Robert — «малий Робер») — словник французької мови видавництва Робер. Його перше видання було опубліковано 1967 року. Словник називався «Малий Робер», оскільки це було скорочене видання в одному томі словника Dictionnaire alphabétique et analogique de la langue française, який мав шість томів і називався «Великий Робер».

## Про словник
У кожній словниковій статті надано детальну етимологічну довідку (з роком, коли це слово було використано найперше в даному значені), синоніми та антоніми. Майже кожне значення словника ілюструється цитатою одного з французьких письменників. Це видання має 60000 слів, 300000 значень і 34000 цитат.
До словника Petit Robert включено енциклопедичний словник власних назв.
Існують комп'ютерна та онлайнова  електронні версії цього словника. Перевагою комп'ютерної версії (у порівнянні з паперовою) є можливість використання розширеного пошуку (за транскрипцією, етимологією та ін.), пошук слів із зазначенням про те, що було пропущено голосну чи приголосну літеру та ін.

## Приклади видань
- Le Petit Robert 2014, Dictionnaires Le Robert, 2013, XLII сторінок та 2837 сторінок, 25 см, ISBN 978-2-32100-216-1
- Le Petit Robert 2013, Dictionnaires Le Robert, 2012, XLII сторінок та 2837 сторінок, 25 см, ISBN 978-2-32100-042-6
- Le Petit Robert 2012, до 60-річчя, ISBN 978-2-84902-841-4
- Le Nouveau Petit Robert de la langue française 2009. ISBN 978-2-84902-891-9

### Споріднена стаття
- словники видавництва «Робер»
- Поль Робер

### Зовнішні посилання
- Офіційний сайт